# Lilou Ruel
Lilou Ruel, född 2003 i Mont-Saint-Aignan, är en fransk parkourutövare.

## Karriär
Ruel började med parkour som nioåring. 2019 tävlade hon första gången i parkourtävlingen Red Bull Art of Motion. I juli 2021 tävlade Ruel återigen i Red Bull Art of Motion och kom då på andra plats. I september 2021 vid världscupen i Sofia tog hon guld i freestyle och silver i speed.
I september 2022 vid världscupen i Sofia tog Ruel brons i både speed och freestyle. Finalen i speed genomfördes dock inte på grund av kraftigt regnväder och medaljerna delades ut baserat på resultatet i kvalet. I oktober 2022 vid VM i Tokyo tog hon damernas första VM-brons i speed i den första upplagan av mästerskapet. Ruel kom i mål på tiden 35,65 sekunder och besegrades endast av svenska Miranda Tibbling samt spanska Stefanny Navarro. Hon slutade även på fjärde plats i freestyle.